# Urnatella gracilis
Espèce
Urnatella gracilis  est une espèce d'invertébré du groupe des Entoprocta, actuellement classée dans la famille monogénérique Urnatellida).
Au sein de sa famille actuelle (Barentsiidae), elle est en tous cas considérée comme originale dans son genre car c'est l'unique espèce jamais trouvée en eau douce (parmi environ 150 espèces d'Urnatella connue, toutes les autres sont marines). 
Elle a été découverte et décrite au milieu du XIXème siècle (en 1851) dans l'Est des Etats-Unis (et pourrait être absente ou rare dans l'ouest de ce  pays), par le naturaliste Joseph Leidy.
Elle a ensuite souvent été considérée comme rare ou mal observée par les naturalistes ; son aire naturelle de répartition est encore mal connue, elle pourrai avoir été introduite dans certains pays par le commerce maritime et fluvial.

## Taxonomie et synonymie
Urnatella gracilis a aussi été désignée sous les noms suivants :
- Urnatella indica Seshaia, 1947
- Urnatella dnjestriensis Zambriborshch, 1958

Autrefois, ce type d'organisme était classé parmi les kamptozoaires, lesquels étaient classés parmi les phytozoaires (animaux ressemblant à des plantes, catégorie tombée en désuétude). 
Récemment des systématiciens ont proposé de la réunir au genre Barentsia  Hincks, 1880  (dans  la  famille Barentsiidae Emschermann, 1972,

Les deux genres sont en effet caractérisés par la présence conjointe d'une sole basale encroûtante, d'un pédoncule de fixation issu de cette sole et faite d'une succession  de  segments musculeux renflés et de segments non-musculeux plus fins, ainsi que par une structure spéciale dite « star-cell complex  »  présente entre le pédoncule et le calice (il s'agit d'une sorte de « diaphragme cuticulaire recouvert d'un épithélium et supportant lui-même un tube formé de cellules contractiles d'origine mésodermique »).
Des études fines génétiques et phylogénétiques sont encore nécessaires pour fixer la classification de cette espèce.

## Aire de répartition
Découverte dans l'Ouest de l'Amérique du Nord, cet entoprocte a ensuite été observé dans d'autres parties du monde(Amérique du Sud, au Japon, aux Indes et dans le delta du Gange en 1915, en Afrique centrale et en Égypte, puis dans plusieurs pays d'Europe (Belgique,  Allemagne,,, Roumanie, Russie,, Hongrie,,,, Autriche et Slovaquie) (cette liste n'est peut être pas complète).
En France, l'espèce n'est signalée qu'en 2002, après avoir été découverte en 2001 dans le département de l'Aude à Coursan (18 km avant l'estuaire, Salles d'Aude (à 12,5 km de la mer) et aux Cabanes de Fleury à 3,5 km de la mer.

## Organisme colonial
Urnatella gracilis se développe en colonie partant d'une fine sole basale encroûtante se fixant à un substrat dur. 
De cette sole au contour irrégulier émergent des zooïdes dont le nombre s'accroît du centre vers la périphérie ou formant une sorte de stolon « constitué d'éléments successifs plus ou moins épais et charnus ».

## le zoïde
Chaque zoïde de U gracilis est constitué de deux parties :  le pédoncule et le calice, dont la forme et la texture varient avec l'âge. 
1. Le pédoncule : contractile, il est d'abord (chez le jeune individu) fin, isodiamétrique, blanchâtre et de contours réguliers. Il apparait plus fin sous le calice sauf quand il se rétracte. Sa longueur (non segmentée) observée en France peut atteindre 0,38 mm de long (pour un calice de 0,26 mm). 
Puis en vieillissant il se segmente. Le pédoncule d'un zoïde âgé mesurera de 0,40 à 2,1 mm. 
Des « nœuds » un peu plus sombres marquent la séparation des segments entre eux[2] ;
2. Le calice : Une fois développé, il mesure 0,60 mm de haut, pour un diamètre ne dépassant pas 0,34 mm ; il apparait plus fin dans sa partie proximale que distale et de forme globalement ovalaires (le plus souvent). Dans une colonie la plupart des calices observés sont ceux de jeunes individus se développant encore. 
On peut y distinguer en transparence les parties du tube digestif avec l'estomac (tache sombre), un orifice buccal et anal. 
Une douzaine de minuscules tentacules rétractiles entourent ces orifices et peuvent "rentrer" en se contractant dans la concavité de la partie supérieure du calice[2]

## Alimentation
Urnatella gracilis est un organisme filtreur qui capte dans son milieu des microphytes vivants. 

## Habitat
Cette espèce semble limnophile et n'est pas trouvée en profondeur. 

Elle apprécie les eaux douces de type mésotrophe

Protasov estimait en 1995 qu'Urnatella gracilis apprécie les eaux plutôt chaudes (espèce retrouvée dans les rejets de stations thermiques) et Emschermann a estimé en 1965 que leur température optimale de croissance est de 20 °C (à pH 7,2-7,5).

On la trouve dans le cours inférieur des cours d'eau jusque dans l'estuaire en eau saumâtre.
Elle s’accroche sur des objets durs dont :
- Branches, bois mort ;
- brindilles végétales ;
- roches, cailloux ;
- coquilles de Mollusques (Lamellibranches et Gastéropodes) ;
- tests (carapaces) de crustacés[23],[24].

Elle est parfois intégrée dans des colonies d'autres Bryozoaires (ex : paludicella et Phylactolaemates du genre Plumatella (Probablement P. repens) en France).

## Reproduction, croissance coloniale
Chaque individu bourgeonne au niveau du haut du pédoncule, à partir d'un petit renflement. 

Un pédoncule âgé peut se présenter comme une chaîne de 2 à 7 éléments à contenu dense et plus ou moins globuleux, de 0,20 mm de long environ, et de 0,17 à 0,19 mm de diamètre. Blanchâtre à sa base, il a une teinte brunâtre à noirâtre à son extrémité (qui forme un « nœud » cuticulaire, un peu rétréci par rapport à l'élément renflé distal dont il est solidaire, et mesure de 0,04 à 0,05 mm de long).
À partir de la sole basale, le 1er segment formé restera un peu plus long que les autres (0,38 mm). Le pédoncule d'un zoïde âgé atteint 2,1 mm. Une fois qu'il comporte 3 segments, des bourgeons latéraux (un ou plusieurs) apparaissent sur le premier segment distal (qui porte le calice) et « très rarement sur le deuxième » mais « ils sont fréquents (un ou plusieurs également) sur les deux segments de la base, ceux qui précèdent la sole de fixation au substrat, absents sur tous les autres. Chaque bourgeon se différencie selon la morphologie habituelle d'un zooïde, avec un calice porté par un pédoncule lui-même capable de bourgeonnement, ce qui implique que chaque colonie comporte plusieurs générations successives de bourgeons, primaires, secondaires, très exceptionnellement tertiaires ». 
Après un certain temps le calice (qui a une durée moyenne de vie d'un mois selon Nielsen. Le calice peut se détacher en contribuant alors à la propagation asexuée de l'espèce (scissiparité). De même une colonie entière peut se fragmenter en plusieurs morceaux dont certains seront emportés par le courant. 

### Vidéographie
- Vidéo montrant Urnatella gracilis en mouvement